# Каракамис (Айиртауський район)
Караками́с (каз. Қарақамыс) — село у складі Айиртауського району Північноказахстанської області Казахстану. Входить до складу Сиримбетського сільського округу, раніше перебувало у складі ліквідованої Даукаринської сільської ради.
Населення — 147 осіб (2021; 353 у 2009, 433 у 1999, 453 у 1989).
Національний склад станом на 1989 рік:
- казахи — 100 %.